# George M. Brooks

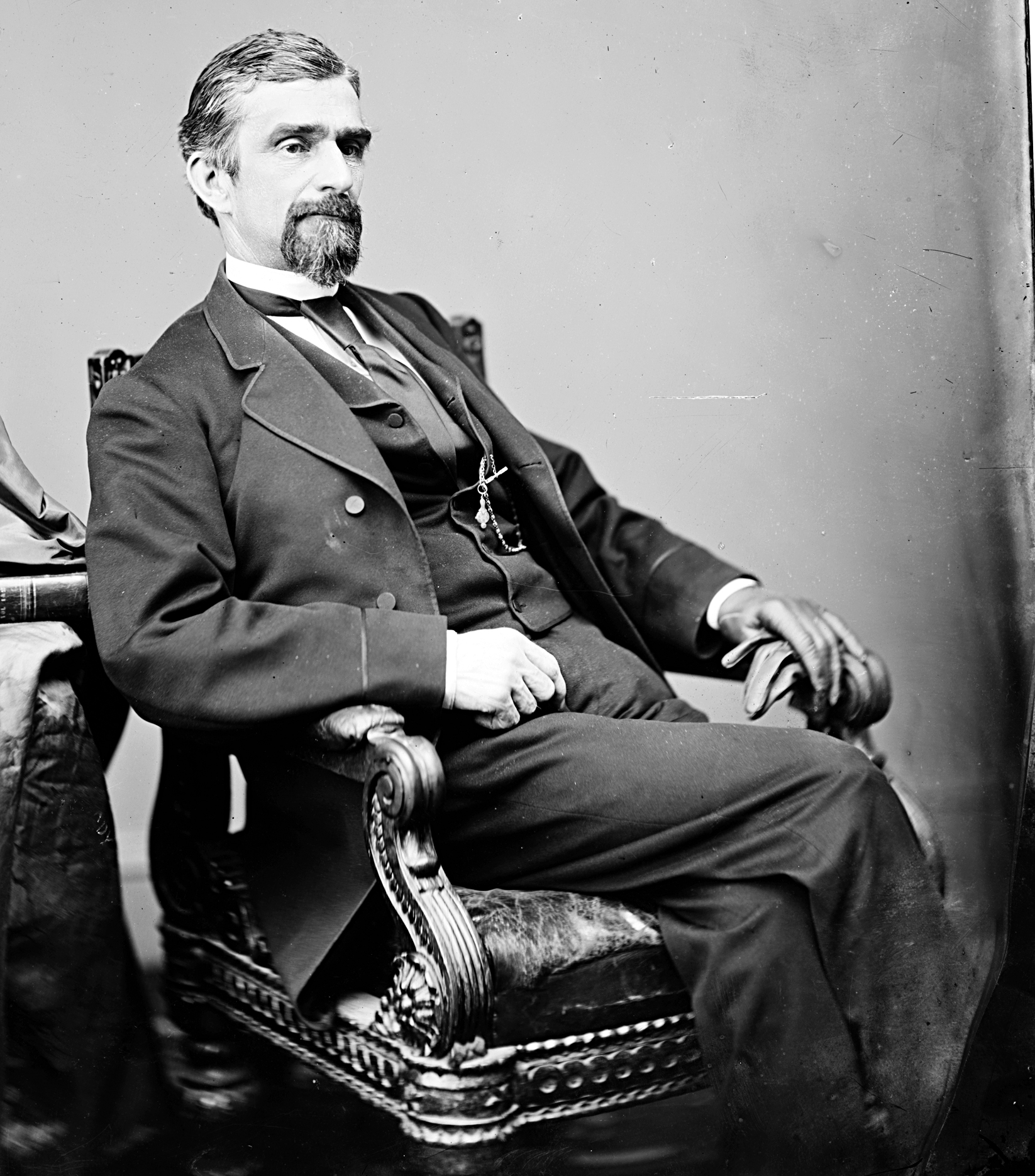
George M. Brooks

George Merrick Brooks (* 26. Juli 1824 in Concord, Massachusetts; † 22. September 1893 ebenda) war ein US-amerikanischer Politiker. Zwischen 1869 und 1872 vertrat er den Bundesstaat Massachusetts im US-Repräsentantenhaus.

## Werdegang
George Brooks besuchte die öffentlichen Schulen seiner Heimat und studierte danach bis 1844 an der Harvard University. Nach einem Jurastudium und seiner 1847 erfolgten Zulassung als Rechtsanwalt begann er in Concord in diesem Beruf zu arbeiten. Später begann er als Mitglied der neugegründeten Republikanischen Partei eine politische Laufbahn. Im Jahr 1858 war er Abgeordneter im Repräsentantenhaus von Massachusetts; 1859 gehörte er dem Staatssenat an.
Nach dem Rücktritt des Abgeordneten George S. Boutwell wurde Brooks bei der fälligen Nachwahl für den siebten Sitz von Massachusetts als dessen Nachfolger in das US-Repräsentantenhaus in Washington, D.C. gewählt, wo er am 2. November 1869 sein neues Mandat antrat. Nach einer Wiederwahl konnte er bis zu seinem Rücktritt am 13. Mai 1872 im Kongress verbleiben. Brooks’ Rücktritt erfolgte nach seiner Ernennung zum Richter. Bis zu seinem Tod am 22. September 1893 war er Nachlassrichter im Middlesex County.